# RSI Rete Uno
RSI Rete Uno (también conocida como Rete Uno y antiguamente como Radio Monte Ceneri) es el primer programa de radio de la Radiodifusión de la Suiza italiana (RSI). Es una emisora de carácter generalista, y es la emisora más escuchada en la Suiza italiana.

## Historia
El 7 de julio de 1930, el Gran Consejo del Tesino aprobó el decreto legislativo para la creación de un ente autónomo para la radiodifusión en la Suiza italiana (EARSI). El 1 de octubre de 1931 entra en funciones Felice Antonio Vitali en el cargo de director del nuevo emisor. 
El 29 de octubre de 1933 nace oficialmente Rete Uno (en aquella época Radio Monte Ceneri), con la inauguración de las instalaciones en el Monte Ceneri.

## Programación
RSI Rete Uno transmite una programación generalista que incluye informativos, emisiones políticas, culturales y deportivas, así como un elevado porcentaje de canciones italófonas. No emite publicidad.
El programa más antiguo en antena es Voci del Grigione italiano, que lleva emitiéndose desde el 25 de noviembre de 1941.

## Datos técnicos
Las emisiones experimentales comenzaron en 1932. En los años 30, Monte Ceneri emitía en 257 metros, 1.167 kHz, con 15 kW de potencia.
Desde los años cincuenta hasta 1978, emitía con 50 kW de potencia en la frecuencia de 539 metros, 557 kHz. Desde 1979 hasta 2008 empleó la frecuencia de 558 kHz, y la potencia se elevó hasta los 300 kW. 
Las emisiones de onda media fueron recibidas también en el norte de Italia durante décadas hasta su interrupción el 30 de junio de 2008 a las 22 horas, lo que provocó algunas quejas sobre todo de oyentes italianos.
Actualmente, Rete Uno se recibe en frecuencia modulada, vía cable y en DAB+ en todo el territorio suizo, así como a través de streaming vía internet y mediante satélite en todo el mundo. Las señales de frecuencia modulada pueden captarse en algunas partes de Austria e Italia, y existe un repetidor de frecuencia modulada en Vaduz, Liechtenstein.